# Бьорн Железния
Бьорн Железния (на нордически Björn Járnsíða) е полулегендарен норвежки конунг, син на Рагнар Лодброк, живял през IX в. След смъртта на Рагнар, именно Бьорн Железния наследил титлата конунг и станал родоначалник на династията Мунсьо. Смята се, че е погребан на остров Мунсьо (Munsö) в езерото Меларен в Швеция.
Бьорн Железния извършил редица опустошителни викингски походи, при един от които (859 г.) достигнал Гибралтар и разграбил крайбрежието на Мароко. Следващият му поход бил на Балеарските острови и в Прованс. През 862 г. разорил Валенсия.
В «Сагата за Хервьор» и в «Сага за синовете на Рагнар Лодброк» се съобщава, че Бьорн Железния завладял заедно с братята си цяла Швеция. Имал двама синове, Рефил Бьорнсон и Ерик Бьорнсон, който станал следващият конунг на Швеция. В Сага за изгарянето на Нял се споменава още един негов син – Хроалд, чиито потомци се установили в Исландия и там влезли в числото на най-знатните родове.